# Barra do Garças (kommun)
Barra do Garças är en kommun i Brasilien.   Den ligger i delstaten Mato Grosso, i den centrala delen av landet, 500 km väster om huvudstaden Brasília. Antalet invånare är 56 423.
Följande samhällen finns i Barra do Garças:
- Barra do Garças

Omgivningarna runt Barra do Garças är huvudsakligen savann. Runt Barra do Garças är det mycket glesbefolkat, med 7 invånare per kvadratkilometer.